# Lubiatów (powiat strzelecko-drezdenecki)
Lubiatów – wieś w Polsce położona w województwie lubuskim, w powiecie strzelecko-drezdeneckim, w gminie Drezdenko.
W latach 1975–1998 miejscowość należała administracyjnie do województwa gorzowskiego.
Wieś położona jest w Puszczy Noteckiej, pomiędzy jeziorami Solczyk i Źródlanym, ok. 8 km na południowy wschód od Gościmia.
W miejscowości znajdują się pola biwakowe oraz schronisko.
W Sowiej Górze 4 km od Lubiatowa rozpoczyna się żółty szlak turystyczny, którym przez Lubiatów, jeziora Lubiatówko i Solecko (rezerwaty), jeziora Rąpino, Lubowo, Trzebicz Nowy i Osów można dojść do Drezdenka.
W okolicach Lubiatowa znajdują się złoża ropy naftowej i gazu ziemnego. Wydobycie rozpoczęto pod koniec 2012 roku. Otwarcie kopalni Lubiatów nastąpiło w 2013.

## Zabytki
Do wojewódzkiego rejestru zabytków wpisany jest:
- kościół poewangelicki, obecnie rzymskokatolicki pod wezwaniem św. Józefa, szachulcowy z XVIII wieku.